# 陳除
陳除（英語：Joseph Chen Chu；1922年3月19日—2003年3月19日；聖名：若瑟），是天主教中國籍神父，中國天主教愛國會自選自聖廣東省北海教區主教（1995年-2003年）。

## 生平
陳除出生於1922年3月19日，在中華民國廣東省。1947年至1948年，就讀於英屬香港華南總修院。1949年6月11日，陳除在27歲時於北海教區由祝福主教晉鐸。
1949年10月1日，中國共產黨在中國大陸地區建立中華人民共和國，並開始針對天主教進行宗教迫害及打壓，教會已經無法正常功能。1966年至1979年的文化大革命期間，北海教區所有宗教活動停止。1980年代初，北海教區續步恢復運作。
1994年11月16日，由中國政府控制的組織中國天主教愛國會推行下，北海教區未獲教宗准許，自選自聖陳除為北海教區主教。1995年3月19日，陳除在聖維多爾主教座堂由貴州貴陽總教區主教王充一主禮，廣東嘉應教區主教鍾銓璋和河北獻縣教區自選自聖助理主教侯經文襄禮自選自聖晉牧。事後，因陳除在未獲得時任教宗若望保祿二世准許，自選自聖違反《天主教法典》被絕罰。
2003年3月19日，陳除神父在中國廣東省湛江逝世，享年81歲。